# GMC Blue Chip
GMC Blue Chip – samochód dostawczo-osobowy typu pickup klasy wyższej produkowany pod amerykańską marką GMC w latach 1955–1959. 

## Historia i opis modelu

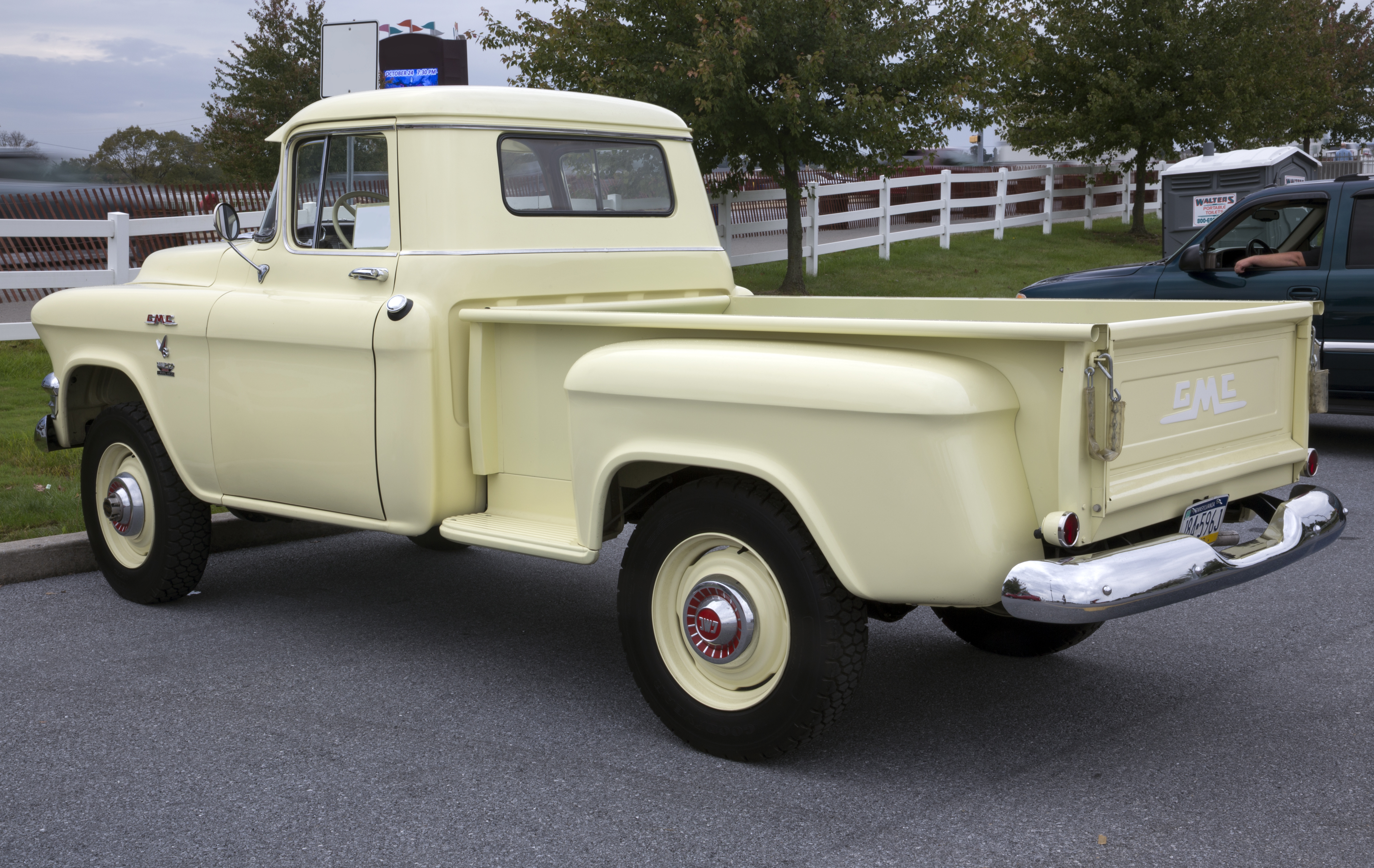
GMC Blue Chip - tył

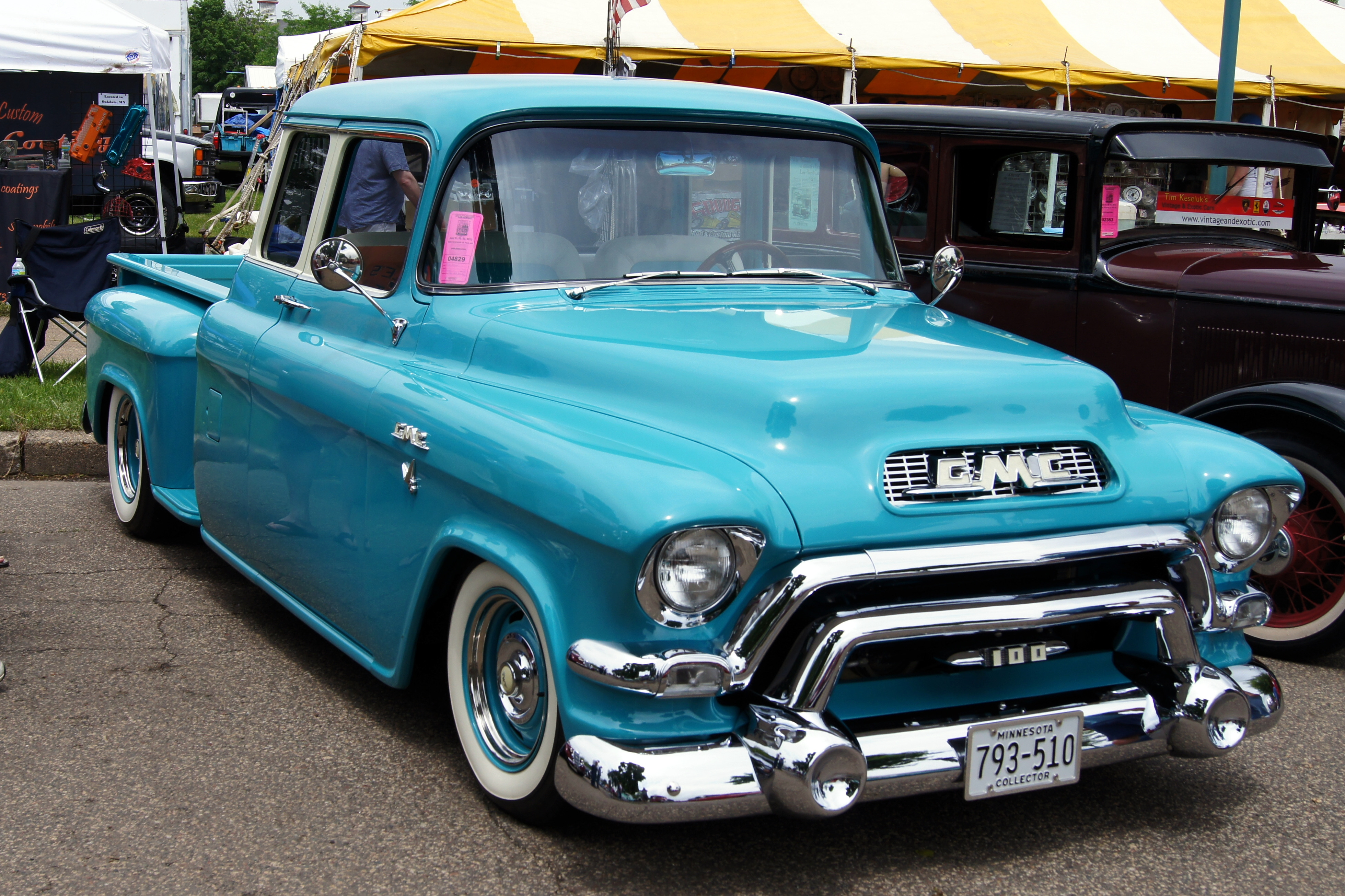
GMC Blue Chip Crew Cab

W połowie lat 50. XX wieku General Motors przedstawiło nową gamę bliźniaczych, dużych pickupów GMC Blue Chip i Chevrolet Task Force. Model GMC zastąpił New Design, odróżniając się od niego gruntownie zmodernizowaną stylistykę nadwozia. Pojawiły się wyraźniej zarysowane nadkola, duże klosze reflektorów i masywna, zaokrąglona maska. Innymi charakterystycznymi cechami były chromowane ozdobniki pasa przedniego, a także różne długości nadwozia.

### Wersje
- 150
- Suburban
- 9310

### Silnik
- L6 3.9l
- V8 4.3l
- V8 4.6l